# Альварес, Хорхе Даниэль
Хо́рхе Даниэ́ль А́льварес Ро́дас (исп. Jorge Daniel Álvarez Rodas; род. 28 января 1998, Тегусигальпа) — гондурасский футболист, опорный полузащитник клуба «Олимпия» и сборной Гондураса.

## Клубная карьера
Альварес — воспитанник клуба «Олимпия» из своего родного города. 26 января 2018 года в матче против «Хутикальпа» он дебютировал в чемпионате Гондураса. Летом того же года Альварес для получения игровой практики был отдан в аренду в Лобос УПНФМ. В матче против «Виды» он дебютировал за новую команду. 11 ноября в поединке против «Реал Эспанья» Хорхе забил свой первый гол за Лобос УПНФМ. По окончании аренды Альварес вернулся в «Олимпию». 11 апреля 2019 года в поединке против «Хутикальпы» Хорхе забил свой первый гол за клуб. В том же году он помог клубу выиграть чемпионат.

## Международная карьера
В 2015 году в составе юношеской сборной Гондураса Альварес принял участие в юношеском чемпионате мира в Чили. На турнире он сыграл в матчах против команд Эквадора, Бельгии и Мали. 
В 2017 году в составе молодёжной сборной Гондураса Альварес принял участие в молодёжном Кубке КОНКАКАФ в Коста-Рике. На турнире он сыграл в матчах против команд Канады, Антигуа и Барбуды, Мексики, Панамы, Коста-Рики и США. В поединках против канадцев, антигуанцев и панамцев Хорхе забил по голу.
В том же году Альварес принял участие в молодёжном чемпионате мира в Южной Корее. На турнире он сыграл в матчах против команд Франции, Новой Зеландии и Вьетнама. В поединках против новозеландцев и вьетнамцев Хорхе забил по голу.
27 марта 2019 года в товарищеском матче против сборной Эквадора Альварес дебютировал за национальную команду. В том же году в составе национальной команды Хорхе принял участие Золотого кубка КОНКАКАФ. На турнире он сыграл в матчах против сборных Кюрасао и Сальвадора. В поединке против сальвадорцев Хорхе забил свой первый гол за национальную команду.
В 2019 году в составе олимпийской сборной Гондураса Альварес завоевал серебряные медали Панамериканских игр в Перу. На турнире он сыграл в матчах против команд Ямайки, Перу, Уругвая и Аргентины.

### Голы за сборную Гондураса
| #   | Дата         | Место                                         | Противник | Результат | Счёт | Соревнование                |
| --- | ------------ | --------------------------------------------- | --------- | --------- | ---- | --------------------------- |
| 01. | 25 июня 2019 | Бэнк оф Калифорния Стэдиум, Лос-Анджелес, США | Сальвадор | 1:0       | 4:0  | Золотой кубок КОНКАКАФ 2019 |

## Достижения
Командные
«Олимпия»
- Победитель чемпионата Гондураса — Апертура 2019